# Elizabeth Herriott
Elizabeth Maude Herriott (* 1882 in Rangiora, Region Canterbury, Neuseeland; † 13. März 1936 in Christchurch, Neuseeland) war eine neuseeländische Biologin.

## Leben und Wirken
Elizabeth Maude Herriott wurde 1882 als älteste Tochter der Eheleute Elizabeth Susannah Herriott und David Herriott in Rangiora geboren. Herriott besuchte zunächst die East Christchurch Primary School und anschließend die Christchurch Girls’ High School. An letzterer wurde sie 1899 als Head Prefect ausgezeichnet und gewann ein Entrance Scholarship für die Universität. im Jahr 1900 begann sie ihr Studium am Canterbury University College und schloss 1904 mit einem Bachelor und 1905 mit einem Master jeweils im Fach Botanik ab.
Da es in den frühen 1900er Jahren nur sehr wenige Möglichkeiten für Frauen gab in der Forschung zu arbeiten, war die Lehrtätigkeit an einer Schule die Option. So unterrichtete Herriott zunächst von 1905 bis 1906 als Lehrerin an einer Privatschule und an der Rangi Ruru Girls’ School, beide in Christchurch und dann später von 1908 bis 1912 an der Kaikoura District High School in dem Ort Kaikoura.
1916 wurde ihr die Stelle einer Assistenzdozentin im Fachbereich Biologie an dem Canterbury University College angeboten, die sie annahm. 1928 wurde sie dann zur Dozentin für den Fachbereich befördert und füllte ihre Arbeit in der Position bis zu ihrem Ruhestand im Jahr 1934 aus. Während dieser Zeit war sie auch als Büroassistentin des Rektors der Universität tätig, als der Zoologe Charles Chilton von 1921 bis 1927 Rektor der Universität wurde. In den 1920er Jahren war sie zusätzlich noch Honorary Librarian des Philosophical Institute of Canterbury. Herriott veröffentlichte einige ihrer wenigen Werke in den Transactions and Proceedings of the Royal Society of New Zealand.
Elizabeth Maude Herriott verstarb am 13. März 1936 im Alter von 54 Jahren in Christchurch.

## Schriften (Auswahl)
- On the Leaf-structure of some Plants from the Southern Islands of New Zealand. In: Transactions and Proceedings of the Royal Society of New Zealand. Volume 38, 1905, S. 377–422.
- Notes on the Occurrence and Habits of the Fresh-water Crustacean Lepidurus viridis Baird. In: Transactions and Proceedings of the Royal Society of New Zealand. Volume 49, 1916, S. 284–291.
- A History of Hagley Park, Christchurch, with Special Reference to its Botany. In: Transactions and Proceedings of the Royal Society of New Zealand. Volume 51, 1919, S. 427–447.
- Morphological Notes on the New Zealand Giant Kelp, Durvillea antarctica (Chamisso). In: Transactions and Proceedings of the Royal Society of New Zealand. Volume 54, 1923, S. 549–564.